# Еттельбрюк (комуна)
Еттельбрек (люксемб. Ettelbréck, фр. Ettelbruck, нім. Ettelbrück) — комуна Люксембургу. Входить до складу кантону Дикірх у окрузі Дикірх.

## Географія
Площа території комуни становить 15,18 км² (82-е місце за цим показником серед 116 комун Люксембургу).
Висота найвищої точки комуни над рівнем моря складає 382 метрів (78-е місце за цим показником серед комун країни), найнижчої — 192 метрів (26-е місце).

## Демографія
Станом на 2011 рік на території комуни мешкало 7 837 ос.
Динаміка чисельності населення:

## Адміністративний поділ
До складу комуни входять такі поселення:
| Поселення  | Населення за даними переписів: | Населення за даними переписів: | Населення за даними переписів: |
| Поселення  | на 31.03.1981                  | на 01.03.1991                  | на 15.02.2001                  |
| ---------- | ------------------------------ | ------------------------------ | ------------------------------ |
| Еттельбрек | 6 044                          | 5 831                          | 6 191                          |
| Варкен     | 411                            | 721                            | 1 153                          |